# Pachystyla rufozonata
Pachystyla rufozonata foi uma espécie de gastrópodes da família Euconulidae.
Foi endémica da Maurícia.